# فرنسيسكو روجاس غوتيريز
فرنسيسكو روجاس غوتيريز (بالإسبانية: Francisco Rojas Gutiérrez)‏ هو سياسي مكسيكي، ولد في 15 سبتمبر 1944 في مدينة مكسيكو في المكسيك. حزبياً، نشط في الحزب الثوري المؤسساتي. وقد انتخب عضو مجلس النواب المكسيك.